# チェンジリング (1980年の映画)
『チェンジリング』（The Changeling）は、1980年のカナダ映画。ピーター・メダック監督。取り替え子をテーマにポルターガイスト現象を描いたホラー映画である。

## 概要
妻子に先立たれた男の心理を観客に追わせながら、当時盛んだった特殊メーキャップや大量の流血などを演出に使用しないで、唐突な関連小道具の出現や音響効果を使って恐怖を作り出した。

## ストーリー
交通事故で妻子を一度に失った作曲家のジョン・ラッセルは、妻子と暮らしたニューヨークを離れシアトルの大学へ音楽を教えにいく。シアトルでは友人を通して紹介された歴史保存協会に勤めているクレアから、カーマイケル財団が所有するチェスマン・ハウスと呼ばれる古い屋敷を借りて住むことにした。ラッセルがその屋敷に移り住むと夜な夜な何かを叩く轟音が発生したのだった。

## キャスト
| 役名                   | 俳優                           | 日本語吹替 |
| ---------------------- | ------------------------------ | ---------- |
| ジョン・ラッセル       | ジョージ・C・スコット          | 久米明     |
| クレア・ノーマン       | トリッシュ・ヴァン・ディヴァー | 田島令子   |
| ジョセフ・カーマイケル | メルヴィン・ダグラス           | 千葉耕市   |
| ジョアンナ・ラッセル   | ジーン・マーシュ               | 牧野和子   |
| デ・ウィット警部       | ジョン・コリコス               | 朝戸鉄也   |
| ペンバートン教授       | バリー・モース                 | 千田光男   |
| ノーマン夫人           | マデレーン・シャーウッド       | 川地希久代 |
| グレイ夫人             | フランシス・ハイランド         | 巴菁子     |
| ミニー・ハクスリー     | ルース・スプリングフォード     | 高村章子   |
| アルバート             | エリック・クリスマス           | 上田敏也   |
| エヴァ                 | ロベルタ・マックスウェル       | 高畑淳子   |
| 警備員                 | J・ケネス・キャンベル          | 及川智靖   |

- 日本語吹替 - 初放送1983年4月7日 テレビ東京『木曜洋画劇場』※DVD/BD収録

翻訳：宇津木道子、演出：田島荘三

## 日本公開
ヒカシューの『パイク』がイメージ曲として日本での配給会社により本来のエンディング曲と差し替えられて上映された。テレビ放送時、日本語吹き替え音声は本来のエンディング曲で、副音声の英語には『パイク』が流れるという逆転現象が生じた。